# Obere Argen
Obere Argen – rzeka w południowych Niemczech, w krajach związkowych Badenia-Wirtembergia i Bawaria. Poprzez Argen, a następnie Jezioro Bodeńskie uchodzi do Renu. Źródło rzeki leży na północny zachód od Oberstaufen. Z kolei ujście rzeki znajduje się w mieście Wangen im Allgäu, gdzie rzeka wpływa do Argen. Rzeka przepływa m.in. przez Wangen im Allgäu, Gestratz.